# Haley Anderson
Haley Danita Anderson (Santa Clara, 20 de noviembre de 1991) es una deportista estadounidense que compite en natación, en la modalidad de aguas abiertas.
Participó en tres Juegos Olímpicos de Verano, obteniendo una medalla de plata en Londres 2012, en la prueba de 10 km, el quinto lugar en Río de Janeiro 2016 y el sexto en Tokio 2020, en la misma prueba.
Ganó cinco medallas en el Campeonato Mundial de Natación entre los años 2013 y 2019, y dos medallas de oro en el Campeonato Pan-Pacífico de Natación, en los años 2014 y 2018.
Estudió periodismo en la Universidad del Sur de California, y en ese período compitió representando a la sección de natación del equipo universitario USC Trojans.

## Palmarés internacional
| Juegos Olímpicos        | Juegos Olímpicos        | Juegos Olímpicos  | Juegos Olímpicos |
| Año                     | Lugar                   | Medalla           | Prueba           |
| ----------------------- | ----------------------- | ----------------- | ---------------- |
| 2012                    | Londres (Reino Unido)   | Medalla de plata  | 10 km            |
| Campeonato Mundial      |                         |                   |                  |
| Año                     | Lugar                   | Medalla           | Prueba           |
| 2013                    | Barcelona (España)      | Medalla de oro    | 5 km             |
| 2015                    | Kazán (Rusia)           | Medalla de oro    | 5 km             |
| 2017                    | Budapest (Hungría)      | Medalla de plata  | Equipo mixto     |
| 2019                    | Gwangju (Corea del Sur) | Medalla de plata  | 10 km            |
| 2019                    | Gwangju (Corea del Sur) | Medalla de bronce | Equipo mixto     |
| Campeonato Pan-Pacífico |                         |                   |                  |
| Año                     | Lugar                   | Medalla           | Prueba           |
| 2014                    | Gold Coast (Australia)  | Medalla de oro    | 10 km            |
| 2018                    | Tokio (Japón)           | Medalla de oro    | 10 km            |